# Commanderie de La Croix-en-Brie
La commanderie de La Croix-en-Brie était une commanderie hospitalière de l'ordre de Saint-Jean de Jérusalem, implantée dans le bourg de La Croix-en-Brie dans le département de la Seine-et-Marne, en région Île-de-France.

## Situation
La commanderie de La Croix-en-Brie est située à six kilomètres au nord-est de la ville de Nangis, à neuf kilomètres au sud-ouest de la ville de Jouy-le-Châtel et à seize kilomètres à l'est de la ville de Provins. Elle est très proche de l'ancienne voie romaine reliant Melun à Troyes, via Nangis et Provins.
Elle est également située à cinq kilomètres au nord de la Commanderie de Rampillon, également de l'ordre de Saint-Jean de Jérusalem.
Elle est implantée dans une zone frontalière revendiquée par le roi de France ainsi que par le comte de Champagne.

## Histoire
En 1208, Gaudefroy, prieur de La Charité-sur-Loire, cède aux Hospitaliers de l'ordre de Saint-Jean de Jérusalem l'église de La Croix-en-Brie ainsi que celle de Clos-Fontaine. En outre, il leur vend pour la somme de 6 000 livres parisis toutes les terres que le prieuré possède à La Croix-en-Brie, Courmery, Le Sceau, Bruyères, Pras, Saint-Just, Marolles, Montauger et tout autre droit que l'ancien prieuré de La Croix-en-Brie pouvait tenir.
Les Hospitaliers continuent par la suite d'augmenter leur domaine avec de nouvelles acquisitions. En 1236, le chevalier Pierre de Courtay leur cède 44 arpents de bois à Valpoutre et à Montenois, adjacents au bois de l'Hôpital ainsi que la moitié de la seigneurie de La Croix en échange d'une messe dite chaque année dans l'église de La Croix pour le repos de l'âme d'un de ses oncles. Puis en 1285, Simon du Châtel, seigneur de Vienne, leur donne 50 arpents de bois dans la paroisse de La Croix au lieu-dit La Haie. En 1294, ce même seigneur leur accorde 10 livrées de terres à La Croix et à Châteaubleau, 20 arpents de bois à Montenois, un pré à La Couarde et d'autres biens encore. Ou encore en 1289 lorsque les Hospitaliers achètent à la dame de Nangis, pour la somme de 800 livres, 25 livrées de terres à La Croix et la seconde moitié de la seigneurie de La Croix et des fiefs environnants. Plus tard, en 1435, le commandeur Nicole de Giresmes, également grand prieur de France, achète le fief de Bruison, du côté de Carrois, pour 50 saluts d'or à Adam Février et son épouse Perette de Rigny.
À l'issue de la Révolution française, la commanderie et ses biens sont confisqués comme biens nationaux puis vendus. La commanderie a depuis été restaurée et est de nos jours un gîte.

## Liste des commandeurs
Cette liste des commandeurs de La Croix-en-Brie couvre la période qui va de sa fondation au début du XIIe siècle jusqu'à sa dissolution en 1791 à l'issue de la Révolution française. Elle est partiellement incomplète et peut comporter plusieurs inexactitudes, y compris dans l'orthographe des noms, assez libre à l'époque. Elle a été dressée à partir de chartes, parfois non datées, dont certaines ont été sujettes à des interprétations.
- 1350 Nicole de Thionville
- 1355 Guy de Bauchisy
- 1356 Pierre de Larchant
- 1396 Thomas de Buissel
- 1404 Renier d'Attencourt
- 1435 Nicole de Giresmes, grand prieur de France
- 1442 Denis Guibe
- 1457 Nicole de Beaurain
- 1470 Léon Lamant
- 1485 Jehan Defives
- 1504 Philippe de Villiers de L'Isle-Adam, sénéchal de Rhodes
- 1515 Jehan d'Aulnoy, trésorier de Rhodes
- 1521 Cornil de Hambourg
- 1522 François Piedefer
- 1545 Jacques d'Arquembourg
- 1569 Louis de Mailloc
- 1594 Louis d Argillères
- 1649 François de Berthaucourt, ambassadeur de l'Ordre près la Cour de France
- 1654 Henri du Chastelet de Moyencourt
- 1658 Alphonse de Miremont-Berieux
- 1674 François Brevilliers de Caoursan
- 1675 François de Courseuil-Rouvrai, prieur de Champagne
- 1684 Étienne Texier d'Hautefeuille, ambassadeur de l'Ordre près la cour de France
- 1704 Jacques de Noailles, lieutenant général des armées du Roi et ambassadeur de l'Ordre en France
- 1749 Jean-Baptiste de Frenoy, bailli capitulaire
- 1724 Antoine-Jean-Baptiste de Fleurigny
- 1751 George de Gouffier de Thois, grand bailli de La Morée
- 1762 Barthélemy de Bar, général des galères de La Religion
- 1783 Claude de Rouvoy de Saint Simon-Sandricourt, bailli et commandeur de Loudun

## Dépendances
Les dépendances initiales de la commanderie de La Croix-en-Brie sont :
- la seigneurie de Châteaubleau, vendue aux hospitaliers en 1208 avec les biens du prieuré de La Croix-en-Brie. Le commandeur y était seigneur au temporel comme au spirituel[7].
- la seigneurie de Coutençon, vendue aux hospitaliers en 1208 avec les biens du prieuré de La Croix-en-Brie. Le commandeur y était seigneur au temporel comme au spirituel[8].
- une grange à Carrois[7].
- une ferme à Cormery, comprenant 130 arpents de terres[9].

Au XVe siècle, sont ajoutés comme membres à la commanderie :
- la commanderie de Rampillon, située à cinq kilomètres au sud[10].
- la commanderie du Val-de-Provins, d'origine templière[10].
- la grange de Champfleury, sur la commune de Montceaux-lès-Provins, d'origine templière, ancien membre de la commanderie du Val-de-Provins[11].
- la seigneurie de Maulny, sur la commune de Melz-sur-Seine, d'origine hospitalière, ancien membre de la commanderie du Val-de-Provins[12].

## Sources
- Eugène Mannier, Ordre de Malte : Les commanderies du Grand-Prieuré de France, Paris, Auguste Aubry, libraire, 1872 (lire en ligne).
- Arthur de Boislisle, Mémoires des intendants sur l'état des généralités dressés pour l'instruction du Duc de Bourgogne : Mémoire de la généralité de Paris, t. 1, Paris, Imprimerie Nationale, 1881 (lire en ligne).